# Diaverum România
Diaverum România este o subsidiară a companiei Diaverum și a fost înființată în anul 2011.
Compania este un furnizor român de produse pentru dializă și de servicii pentru tratamentul pacienților cu insuficiență renală. În prezent, compania are deschise în România 28 clinici de dializă unde lucrează peste 1.000 de angajați și sunt îngrijiți peste 3.600 de pacienți, poziționându-se astfel pe locul al doilea pe piața serviciilor medicale de dializă din România.